# Ross 248
Ross 248 (Veränderlichen-Bezeichnung HH Andromedae) ist ein roter, kühler Zwergstern im Sternbild Andromeda. Er zählt zu der Gruppe der UV-Ceti-Sterne und ist damit sehr energiereich. Mit circa 10,3 Lichtjahren Entfernung zur Sonne ist Ross 248 auf Rang 10 der nächsten bekannten Sterne unserer Sonne und der sonnennächste Stern im Sternbild Andromeda. Da die Raumsonde Voyager 2 ungefähr in die Richtung von Ross 248 fliegt, wird sie in etwa 40.000 Jahren ihren mit 1,7 Lichtjahren nächsten Bahnpunkt zu diesem Roten Zwerg erreichen.
Nach einer Berechnung von Robert A. J. Matthews aus dem Jahr 1993 wird Ross 248 durch seine Bahn und Geschwindigkeit Proxima Centauri in 33.000 Jahren als sonnennächster Stern ablösen. Aufgrund seiner hohen Geschwindigkeit wird er jedoch nur etwa 9000 Jahre diesen Titel tragen.

## Entdeckung
Ross 248 wurde im Jahre 1925 von Frank Elmore Ross (1874–1960) entdeckt, der im Jahre 1923 auch die ersten guten Infrarot- und Ultraviolett-Fotografien der Venus machte. Ross berichtete erstmals in seiner "Second list of New Proper-Motion Stars" Astronomical Journal (36:856).

## Habitable Zone
Die Habitable Zone von Ross 248 liegt zwischen etwa 0,022 bis 0,054 AE und ist damit näher als die Umlaufbahn Merkurs mit einem Abstand zur Sonne von etwa 0,4 AE.
Man vermutete lange Zeit, dass Ross 248 einen oder mehrere Begleiter hat, doch waren mehrere Präzisionsmessungen der Dopplerverschiebung in den späten 1980er-Jahren negativ. Auch das Hubble Space Telescope fand keine Belege für diese Annahme.